# Neurofisina II
A neurifisina II é uma proteína transportadora que se liga a vasopressina. É gerada a partir do mesmo precursor da vasopressina.
Pode ser associada com a diabetes insipidus neurohipofisária.
A neurofisina II é também conhecida como estimulante da secreção da prolactina...
Em bovinos, as duas formas de neurofisina, neurofisina I e II são sintetizados por neurónios diferentes, Os neurónios de neurofisina II predominam em número no núcleo supraóptico. Os 2 tipos de neurónios, para cada uma das formas de neurofisina, mostram diferença a nível morfológico.

## Estrutura
A sequência de aminoácidos da neurofisina II é:
NH2 - Ala - Met - Ser - Asp - Leu - Glu - Leu - Arg - Gln - Cys - Leu - Pro - Cys - Gly - Pro - Gly - Gly - Lys - Gly - Arg - Cys - Phe - Gly - Pro - Ser - Ile - Cys - Cys - Ala - Asp - Glu - Leu - Gly - Cys - Phe - Val - Gly - Thr - Ala - Glu - Ala - Leu - Arg - Cys - Gln - Glu - Glu - Asn - Tyr - Leu - Pro - Ser - Pro - Cys - Gln - Ser - Gly - Gln - Lys - Ala - Cys - Gly - Ser - Gly - Gly - Arg - Cys - Ala - Ala - Phe - Gly - Val - Cys - Cys - Asn - Asp - Glu - Ser - Cys - Val - Thr - Glu - Pro - Glu - Cys - Arg - Glu - Gly - Phe - His - Arg - Arg - Ala - OH
Pontes dissulfídicas: 10-54; - 13-27; - 21-44; - 28-34; - 61-73; - 67-85; - 74-79)

## Importância clínica
Mutações pontuais no gene da neurofisina II sublinham a maioria dos casos de diabetes insipidus hereditária hipotalâmica, uma doença resultante de insuficiência de libertação de vasopressina na circulação sistémica.